# Истомино (аэродром)
Исто́мино — действующий аэродром в Нижегородской области. Ранее носил название «Аэродром Правдинск».

## Расположение
Аэродром расположен в деревне одноимённой деревне Балахнинского района в 9 км к северу от города Балахна.

## История
Аэродром был открыт в 1942 году на базе авиационного полка №786. Лётчики полка принимали участие в Великой Отечественной войне и Первой чеченской войне, а также в Параде Победы 1995 года.
В августе 2001 года полк был расформирован, на базе аэродрома была основана Нижегородская кадетская школа-интернат.
В 2018 году на базе аэродрома начато строительство учебного центра «Гвардеец».

## Использование
В настоящее время используется для учебно-тренировочных полётов, прыжков с парашютом, а также для организации частных мероприятий.